# Gagrella binotata
Gagrella binotata is een hooiwagen uit de familie Sclerosomatidae.